# 1879 година в областта на науката

## Археология
- Откриването на фрески в пещерата Алтамира.

## Биология
- Хайнрих Антон де Бари за първи път използва термина симбиоза.

## Геология
- Василий Докуча́ев публикува изследванията си по педология.

## Технология
- 31 май – Вернер фон Сименс пуска трамвай с външен източник на захранване.
- 22 октомври – Изобретението на Томас Едисън за подобряване на електрическата крушка.

## Химия
- Пер Теодор Клеве открива холмий и тулий.
- Ларс Нилсон открива скандий.

## Физика
- Откритието ефект на Хол от Едуин Хол.
- Формулирането на закон на Стефан – Болцман от Йозеф Стефан

## Родени
- 14 март – Алберт Айнщайн, немски физик, лауреат на Нобелова награда (починал през 1968 г.)

## Починали
- 5 ноември – Джеймс Кларк Максуел, шотландски физик (роден през 1831 г.)